# Seleção Surinamesa de Futebol
A Seleção Surinamesa de Futebol é o time nacional do Suriname, gerido pela Surinaamse Voetbal Bond (SBV) nas competições de futebol da FIFA e nas competições de futebol organizadas pela CUF (organização de futebol subordinada à CONCACAF) e CONCACAF. Formada em 1929, embora seja um país da América do Sul, o Suriname é membro da Confederação de Futebol da América do Norte, Central e Caribe. A seleção jamais disputou uma Copa do Mundo, tendo participado de 3 edições da Copa Ouro da CONCACAF, em 1977, 1985 e 2021. Seu único título é o da CFU Championship de 1977, quando a equipe conquistou o título com 100% de aproveitamento.

## História
Embora a antiga colônia holandesa esteja localizada na América do Sul, ela compete na CONCACAF, juntamente com a Guiana e a Guiana Francesa. O Suriname foi um dos membros fundadores da CONCACAF em 1961. O Suriname ganhou o CFU Championship em 1978, foi vice-campeão em 1979 e alcançou três quartos lugares no CFU Championship/Caribbean Cup. O Suriname desestimula a dupla cidadania e os jogadores surinameses-holandeses que adquiriram um passaporte holandês - que, crucialmente, oferece status legal de trabalho em praticamente qualquer liga européia - são impedidos de participar da seleção para a seleção nacional. Muitos jogadores nascidos no Suriname e ascendência surinamesa, como Gerald Vanenburg, Ruud Gullit, Frank Rijkaard, Edgar Davids, Clarence Seedorf, Patrick Kluivert, Ryan Babel, Aron Winter, Georginio Wijnaldum, Jimmy Floyd Hasselbaink e Jeremain Lens já jogaram na equipe nacional holandesa. Em 1999, Humphrey Mijnals, que jogou no Suriname e na Holanda, foi eleito futebolista surinamês do século. Outro jogador famoso é André Kamperveen, que capitaneou o Suriname na década de 1940 e foi o primeiro surinamês a jogar profissionalmente na Holanda.

## Desempenho em Copas do Mundo
- 1930 a 1934: Não se inscreveu.
- 1938: Desistiu.
- 1950 a 1958: Não se inscreveu
- 1962 a 1986: Não se classificou.
- 1990: Desistiu.
- 1994 a 2022: Não se classificou.
- 2026: A definir.

## Desempenho em Copas Ouro
- 2021: Primeira fase

## Títulos
- Campeonato de Nações da CFU:1978
- Torneio ABCS: 2010, 2013, 2015

## Recordes
15 de outubro de 2023
Jogadores em negrito ainda em atividade pela Seleção Surinamesa.
| #  | Jogador             | Partidas | Gols | Período na seleção |
| -- | ------------------- | -------- | ---- | ------------------ |
| 1  | Marlon Felter       | 48       | 6    | 2004–2011          |
| 2  | Stefano Rijssel     | 36       | 14   | 2010–2019          |
| 3  | Clifton Sandvliet   | 33       | 12   | 2000–2008          |
| 4  | Dimitrie Apai       | 30       | 5    | 2013–              |
| 4  | Sergino Eduard      | 30       | 1    | 2013–              |
| 6  | Germaine van Dijk   | 29       | 1    | 2006–2011          |
| 7  | Ronny Aloema        | 28       | 4    | 2008–2012          |
| 8  | Obrendo Huiswoud    | 27       | 0    | 2010–2016          |
| 8  | Naldo Kwasie        | 27       | 2    | 2010–2014          |
| 10 | Miquel Darson       | 26       | 0    | 2013–              |
| 10 | Ferdinand Jap A Joe | 26       | 1    | 2000–2009          |
| 10 | Emilio Limon        | 26       | 3    | 2008–2012          |
| 10 | Giovanni Waal       | 26       | 4    | 2010–2015          |

| # | Jogador           | Gols | Partidas | Média por jogo | Periodo na seleção |
| - | ----------------- | ---- | -------- | -------------- | ------------------ |
| 1 | Gleofilo Vlijter  | 14   | 20       | 0.7            | 2015–              |
| 1 | Stefano Rijssel   | 14   | 36       | 0.39           | 2010–2019          |
| 3 | Clifton Sandvliet | 12   | 33       | 0.36           | 2000–2008          |
| 4 | Nigel Hasselbaink | 8    | 9        | 0.89           | 2019–              |
| 4 | Benny Kejansi     | 8    | 13       | 0.62           | 1996–2002          |
| 4 | Ivenzo Comvalius  | 8    | 19       | 0.42           | 2018–              |
| 4 | Wensley Christoph | 8    | 25       | 0.32           | 2004–2010          |
| 8 | Marlon Felter     | 6    | 48       | 0.13           | 2004–2011          |
| 9 | Giovanni Drenthe  | 5    | 17       | 0.29           | 2009–2012          |
| 9 | Gordon Kinsaini   | 5    | 17       | 0.29           | 2001–2009          |